# 서울글로벌센터
서울글로벌센터(Seoul Global Center)는 서울에 거주하는 외국인들이 생활 지원 서비스를 얻을 수 있는 곳이다.
서울이 동북아시아의 허브로서 제공할 수 있는 이점들을 외국인 사절단과 투자자들에게 알림으로써 지역 경제를 더욱 활성화하는 데 그 목적이 있다.
2012년 1월 23일 개관 4주년을 맞았다. 4년간 센터를 방문한 외국인은 하루 평균 149명이며, 전화·팩스 상담을 포함하면 하루 평균 404명이 이용했다.